# Studio Mourlot
 Lo Studio Mourlot è una stamperia commerciale fondato nel 1852 a Parigi dalla famiglia Mourlot. Lo studio Mourlot è conosciuto anche come Imprimerie Mourlot, Mourlot Freres e atelier Mourlot. Fondato da Francois Mourlot, inizia con la produzione di carta da parati. Successivamente, suo figlio Jules Mourlot allarga l'impresa per dare l'avvio alla produzione di etichette per la società di cioccolato, Chocolat Poulain, per registri, mappe e cartoleria. A partire dagli anni venti, il figlio di Jules, Fernand Mourlot, trasforma una parte dello Studio, dedicandolo esclusivamente alla stampa d'arte litografica.

## Storia
Uno dei contributi più importanti dello studio Mourlot furono i cartelli d'arte. Con la mostra di Eugène Delacroix nel 1930, la mostra di Daumier e la mostra di Manet ai musei nazionali francesi, lo studio Mourlot raggiunse la sua popolarità.
Altra funzione importante della produzione di Mourlot furono le belle arti e litografie a edizione limitata. I primi pittori che crearono litografie con Mourlot furono Vlaminck e Utrillo. Durante il diciannovesimo secolo la litografia godeva di grande popolarità, ma durante la prima parte del XX secolo venne abbandonata dalla maggior parte degli artisti.
La litografia, inventata da Aloys Senefelder alla conclusione del XVIII secolo, raggiunse la fama nel 1880 quando venne adottata da artisti come Jules Chéret, Toulouse-Lautrec, Pierre Bonnard e Vuillard. A partire dagli anni trenta, Fernand Mourlot invitò una nuova generazione di artisti a lavorare direttamente sulla pietra, come se creassero un manifesto.
Lo studio realizzò due cartelli nell'anno 1937, uno di Bonnard e uno di Henri Matisse, per la mostra indépendant di Maitres de l'Art al Petit Palais. Entrambe le opere furono reputate di altissima qualità anche dagli artisti stessi che nominarono Mourlot come il litografo di punta. Inoltre nel 1937, lo studio iniziò una lunga collaborazione con il redattore Tériade, che fondò la rivista d'arte Verve. Dopo la seconda guerra mondiale, Mourlot assistette Matisse, Braque, Bonnard, Rouault e Joan Miró nella creazione delle litografie per importanti riviste.
Nel 1945, Pablo Picasso scelse lo studio di Mourlot per il suo ritorno al medium litografico. Creato in un angolo del negozio, lo studio Mourlot si trasformò presto nella sua casa per parecchi mesi l'anno. Fra 1945 e 1969, Picasso creò oltre quattrocento litografie da Mourlot. Questa collaborazione portò innovazione nel processo litografico e diede al lavoro di Picasso una nuova dimensione.